# Bekennende Kirche (Schriftenreihe)
Bekennende Kirche war eine Schriftenreihe, die von 1933 bis 1937 im Christian Kaiser Verlag in München erschien. Herausgegeben wurde sie zunächst von Theodor Ellwein und Christian Stoll, später in Gemeinschaft mit Georg Merz und Hermann Sasse von Christian Stoll.

## Zweck und Ziel
Im Nachwort des ersten Heftes wurde das Anliegen der Schriftenreihe so dargelegt:

„Die deutsche evangelische Kirche weiß sich von ihrem Herrn dazu gesandt, dem in seinem ganzen Gefüge erschütterten, um seine äußere und innere Existenz ringenden, in einer grundstürzenden Wandlung begriffenen deutschen Volk die ihr aufgetragene Botschaft auszurichten und zwar so auszurichten, dass dieses Volk diese Botschaft fassen und verstehen, und wenn Gott seinen Segen dazu gibt, auch im Glauben annehmen kann. Das ist der Sinn des großen volksmissionarischen Vorstoßes, zu dem sich die Kirche in der gegenwärtigen Stunde anschickt. Dabei handelt es sich nicht nur darum, dass das Evangelium wirklichkeitsnah und volkstümlich verkündigt, sondern vor allem darum, dass es recht gelehrt wird (Augsb. Bek. VII). Darum ist die volksmissionarische Arbeit nicht möglich ohne ernsthafte Besinnung auf die Lehre der Kirche, wie sie in ihrem Bekenntnis maßgebend ausgesprochen ist. Dieser Besinnung möchte die vorliegende Schriftenreihe „Bekennende Kirche“ dienen. Die in zwangloser Folge erscheinenden Hefte werden alle brennenden Fragen behandeln, deren Beantwortung der Kirche in der gegenwärtigen Stunde aufgetragen ist. Als Herausgeber zeichnen in Verbindung mit dem theologischen Arbeitskreis der Volksmission in der bayerischen Landeskirche der Beauftragte des Landesbischofs Studienrat Theodor Ellwein-Augsburg und Pfarrer Christian Stoll-München. Es ist zunächst an die Herausgabe folgender Hefte gedacht:
- Heft 1: Riederauer Thesen zur Volksmission
- Heft 2: Chr. Stoll, Das Bekenntnis der Kirche
- Heft 3: Theodor Ellwein, Gesetz und Evangelium
- Heft 4: Eduard Putz, Völkische Religion und Christentum
- Heft 5: Friedrich Loy, Menschenfragen und Gottesantwort
- Heft 6: Theodor Ellwein, Das Wort Gottes in der Bibel
- Heft 7: Wilhelm Vischer, Hiob ein Zeuge Jesu Christi
- Heft 8: Eduard Ellwein, Der Menschensohn
- Heft 9: Theodor Ellwein, Unser Altes Testament.

Die Reihe wird nach Bedarf fortgesetzt werden.“

Tatsächlich erschienen schließlich bis 1937 insgesamt 54 Hefte. Neben den schon genannten schrieben weitere Autoren in dieser Schriftenreihe, nämlich (in der Reihenfolge ihrer Veröffentlichung): Adolf Schlatter, Christian Keyßer, Hans Lauerer, H. Steege, Gerhard Schmidt, Julius Sammetreuther, Georg Merz, Alfred Lukait, Tobias Pöhlmann, Kurt Frör, Hermann Sasse, W. Keßler, E. Weber (Herrnhut), Hans Meiser, Heinrich Fausel, Herbert Girgensohn, Julius Schniewind, Hermann Diem, Friedrich Wilhelm Hopf, Hanns Lilje, Renate Ludwig, Karl-Heinz Becker, Volkmar Herntrich, Hans Engelland, Hans Joachim Iwand, Karl Hartenstein, Thomas Breit, Otto Dietz und Helmut Thielicke.